# 道格拉斯 (印第安納州)
道格拉斯（英語：Douglas）是位於美國印地安納州吉布森縣的一個非建制地區。

## 地理
道格拉斯所處的海拔為高於海平面443米（即135英呎），而該地所採用的時區為UTC-5，即北美东部时区（EST）。同時該地設有夏令時間，為UTC-5調快一小時，即UTC-4（EDT）。